# Šomođska županija (Kraljevina Ugarska)
Šomođska županija (stariji hrvatski naziv: Šimeška županija, nje. Komitat Somogy, mađ. Somogy vármegye, lat. Comitatus Somogiensis) je bila jedna od županija u Austro-Ugarskoj.

## Zemljopis
Ova županija graničila je s mađarskim županijama Zalskom na zapadu, Vesprimskom na sjeveru, Tolnanskom na sjeveroistoku i Baranjskom na jugoistoku te hrvatsko-slavonskom županijama Varaždinskom na jugozapadu, Bjelovarsko-križevačkom na jugu i Virovitičkom županijom na jugoistoku.
Prirodne granice su bile rijeka Drava na jugu te Blatno jezero i kanal Šijov na sjeveru.

## Povijest
Jedna je od županija koje su bile utemeljene među prvima u Kraljevini Ugarskoj. Utemeljena je u 11. stoljeću. Prestala je postojati 4. lipnja 1920., Trianonskim sporazumom.
Županiji je pripadao i grad Siófok sve do 1850-ih, a poslije je pripao Vesprimskoj županiji. Nakon drugog svjetskog rata je opet pripao Šomođskoj županiji. Sigetski kotar je također nakon 1945. pripao drugoj županiji, Baranjskoj županiji.

## Upravna organizacija
Početkom 20. st. se Šomođska županija dijelila na ove upravne podjedinice:
| Kotari (járás)                         | Kotari (járás)      |
| Kotar                                  | Sjedište (székhely) |
| -------------------------------------- | ------------------- |
| Barčanski                              | Barča               |
| Čurgujski                              | Čurguj              |
| Igalski                                | Igal                |
| Kapušarski                             | Kapošvar            |
| Lengyeltótski                          | Lengyeltóti         |
| Marcalinski                            | Marcalin            |
| Nagyatádski                            | Nagyatád            |
| Sigetski                               | Siget               |
| Tapski                                 | Tab                 |
| Urbani kotar (rendezett tanácsú város) |                     |
| Kapuš                                  |                     |

## Stanovništvo
Prema popisu stanovništva u Kraljevini Ugarskoj 1910. sprovedenom po spornoj metodologiji, nacionalni sastav je bio:
| Nacionalnost | Nacionalnost | Nacionalnost |
| Kotar        | Popis 1900.  | Popis 1910.  |
| ------------ | ------------ | ------------ |
| Mađari       | 310.320.     | 333.597      |
| Nijemci      | 20.193       | 18.718       |
| Hrvati       | 11.641       | 9.934        |
| Toti         | 291          | 364          |
| Rumunji      | 381          | 63           |
| Rusini       | 8            | 4            |
| Srbi         | 28           | 44           |
| ostali *     | 2.724        | 3.237        |

- Bošnjački Hrvati, šokački Hrvati, Vendi itd.

## Vanjske poveznice
- (njem.) Eintrag zum Komitat in Meyers Konversationslexikon von 1888
- (mađ.) Eintrag im Pallas-Lexikon (ungarisch)